# Nikola Milenković
Nikola Milenković (Kirin Serbia: Никола Миленковић, phát âm [nǐkola milěːŋkoʋitɕ]; sinh ngày 12 tháng 10 năm 1997) là một cầu thủ bóng đá chuyên nghiệp người Serbia thi đấu ở vị trí trung vệ và hậu vệ cho câu lạc bộ Fiorentina tại Serie A và đội tuyển quốc gia Serbia.

## Thống kê sự nghiệp

### Câu lạc bộ
Tính đến ngày 10 tháng 3 năm 2024
| Club             | Season       | League                  | League | League | National cup | National cup | Europe | Europe | Other | Other | Total | Total |
| Club             | Season       | Division                | Apps   | Goals  | Apps         | Goals        | Apps   | Goals  | Apps  | Goals | Apps  | Goals |
| ---------------- | ------------ | ----------------------- | ------ | ------ | ------------ | ------------ | ------ | ------ | ----- | ----- | ----- | ----- |
| Teleoptik (loan) | 2015–16      | Serbian League Belgrade | 13     | 0      | —            | —            | —      | —      | —     | —     | 13    | 0     |
| Partizan         | 2015–16      | Serbian SuperLiga       | 4      | 1      | 0            | 0            | —      | —      | 0     | 0     | 4     | 1     |
| Partizan         | 2016–17      | Serbian SuperLiga       | 32     | 2      | 6            | 1            | 2      | 0      | 0     | 0     | 40    | 3     |
| Partizan         | Total        | Total                   | 36     | 3      | 6            | 1            | 2      | 0      | 0     | 0     | 44    | 4     |
| Fiorentina       | 2017–18      | Serie A                 | 16     | 0      | 1            | 0            | —      | —      | —     | —     | 17    | 0     |
| Fiorentina       | 2018–19      | Serie A                 | 34     | 3      | 4            | 0            | —      | —      | —     | —     | 38    | 3     |
| Fiorentina       | 2019–20      | Serie A                 | 37     | 5      | 4            | 0            | —      | —      | —     | —     | 41    | 5     |
| Fiorentina       | 2020–21      | Serie A                 | 34     | 3      | 3            | 0            | —      | —      | —     | —     | 37    | 3     |
| Fiorentina       | 2021–22      | Serie A                 | 34     | 1      | 5            | 2            | —      | —      | —     | —     | 39    | 3     |
| Fiorentina       | 2022–23      | Serie A                 | 27     | 2      | 4            | 0            | 11     | 1      | —     | —     | 42    | 3     |
| Fiorentina       | 2023–24      | Serie A                 | 26     | 0      | 1            | 0            | 7      | 0      | 1     | 0     | 35    | 0     |
| Fiorentina       | Total        | Total                   | 208    | 14     | 22           | 2            | 18     | 1      | 1     | 0     | 249   | 17    |
| Career total     | Career total | Career total            | 257    | 17     | 28           | 3            | 20     | 1      | 1     | 0     | 306   | 21    |

1. ↑  Includes Serbian Cup, Coppa Italia
2. ↑  Appearances in UEFA Europa League
3. ↑  Appearances in UEFA Europa Conference League
4. ↑  Appearances in UEFA Europa Conference League
5. ↑  Appearance in Supercoppa Italiana

### International
Tính đến ngày 25 tháng 3 năm 2024
| Đội tuyển quốc gia | Năm       | Trận | Bàn |
| ------------------ | --------- | ---- | --- |
| Serbia             | 2018      | 10   | 0   |
| Serbia             | 2019      | 8    | 1   |
| Serbia             | 2020      | 8    | 0   |
| Serbia             | 2021      | 6    | 2   |
| Serbia             | 2022      | 9    | 0   |
| Serbia             | 2023      | 9    | 0   |
| Serbia             | 2024      | 1    | 0   |
| Tổng cộng          | Tổng cộng | 51   | 3   |

Bàn thắng và kết quả của Serbia được để trước.
| # | Ngày               | Địa điểm                                   | Đối thủ    | Bàn thắng | Kết quả | Giải đấu                      |
| - | ------------------ | ------------------------------------------ | ---------- | --------- | ------- | ----------------------------- |
| 1 | 7 tháng 9 năm 2019 | Sân vận động Rajko Mitić, Belgrade, Serbia | Bồ Đào Nha | 1–2       | 2–4     | UEFA Euro 2020                |
| 2 | 1 tháng 9 năm 2021 | Sân vận động Nagyerdei, Debrecen, Hungary  | Qatar      | 4–0       | 4–0     | Giao hữu                      |
| 3 | 4 tháng 9 năm 2021 | Sân vận động Rajko Mitić, Belgrade, Serbia | Luxembourg | 4–1       | 4–1     | Vòng loại FIFA World Cup 2022 |